# Volkmar Krauß
Volkmar Krauß (* 1941; † 1999 in Langenau) war ein deutscher Kommunalpolitiker der DSU und der CDU.
Krauß war vom 17. Mai 1990, der Bildung des Landkreises, bis zu dessen Auflösung am 31. Juli 1994 als DSU-Politiker Landrat des Landkreises Brand-Erbisdorf in Sachsen.
Am 24. Januar 1999 wurde Krauß als Nachfolger des erkrankten Peter Fritsch zum Oberbürgermeister der Großen Kreisstadt Brand-Erbisdorf gewählt. Volkmar Krauß starb im Herbst 1999 bei einem häuslichen Treppensturz. Sein Amtsnachfolger als Oberbürgermeister wurde ab 2000 Volker Zweig.